# Parablennius cyclops
Parablennius cyclops (лат.) — вид рыб из семейства собачковых (Blenniidae), распространённый в западной части Индийского океана (в Красном море).

## Биология
Морская донная рыба. Икра донная, клейкая, прикрепляется к субстрату через волокнистую клейкую прокладку.